# Włodzisław (Goleniów)
Pour les articles homonymes, voir Włodzisław.
Włodzisław est une localité polonaise de la gmina rurale de Przybiernów, située dans le powiat de Goleniów en voïvodie de Poméranie-Occidentale. Elle se situe à environ 23 km au nord de la ville de Goleniów et 39 km au nord de la capitale régionale Szczecin. 

## Géographie

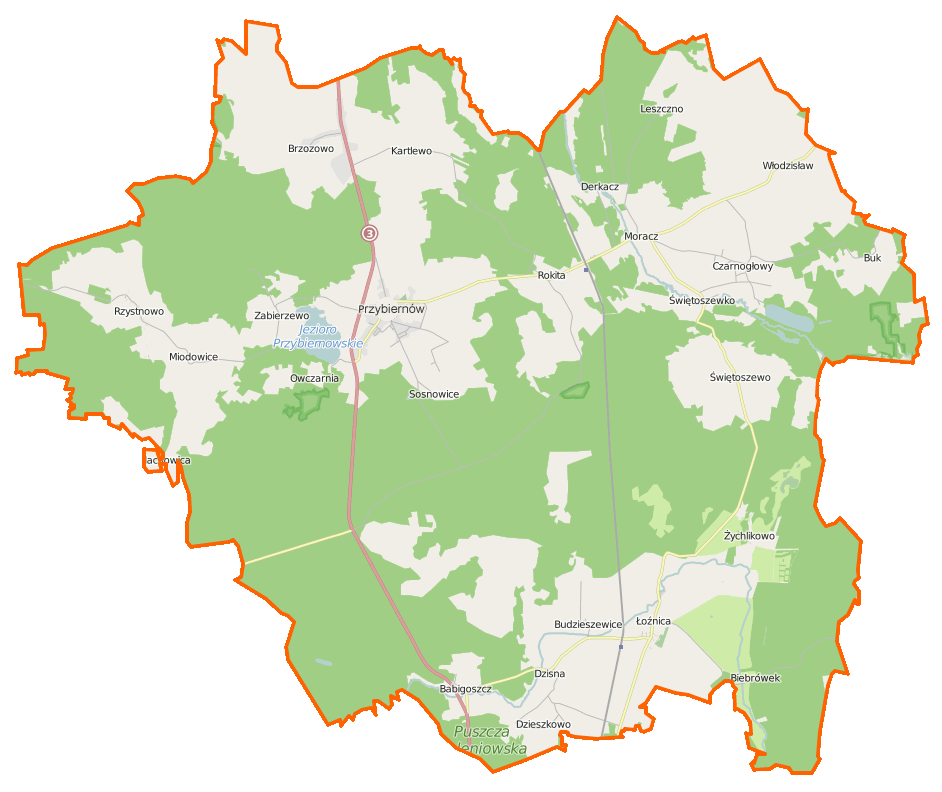
Carte de la gmina de Przybiernów.